# Amos del fuego
Amos del fuego fue un programa de televisión gastronómico paraguayo que busca al mejor parrillero del país, producido por Chena TV. Se estrenó el domingo 7 de abril de 2024 por el canal 9, SNT. Fue conducido por Cynthia «Chichi» De Recalde y el jurado estuvo compuesto por Leyzman Salim y Colaso Bo. 
Finalizó el domingo 30 de junio de 2024, coronando como ganador a Nicki Stockl.

## Formato
El programa consiste en una competencia cuyo objetivo es buscar al mejor parrillero del país, en donde un grupo de asaderos semi profesionales y profesionales competirán por dicho título.
Se trata de una apuesta original no solo a nivel nacional, sino que también a nivel internacional que se desarrollará a lo largo de 13 capítulos.
Los participantes fueron seleccionados de un grupo de 250 postulantes. El programa se emitirá todos los domingos a las 20:30 horas y cada capítulo tendrá una duración de 90 minutos. 
Todos los capítulos se filmarán en un conocido hotel de la ciudad de San Miguel (Misiones) donde además los parrilleros deberán convivir durante el tiempo que duren las grabaciones.

## Pruebas
En cada programa participarán un número determinado de parrilleros que deberán sortear diferentes pruebas y desafíos para poder avanzar en la competencia.
Habrá uno, dos o más eliminados por capítulo.
En los desafíos no solo utilizarán carne vacuna, sino que también se incluirán diversos tipos de proteínas como: pollo, cordero, cerdo, pescado, búfalo, entre otros.
Además deberán utilizar todos los tipos de parrilla que establezca el jurado.
Los criterios que se utilizarán para calificar a los participantes serán la cocción, la terneza y el sabor.

## Equipo del programa

### Conducción
| Edición                     | 1    |
| Año                         | 2024 |
| --------------------------- | ---- |
| Cynthia «Chichi» De Recalde |      |

### Jurado
| Edición             | 1    |
| Año                 | 2024 |
| ------------------- | ---- |
| Leyzman Salim       |      |
| Nicolás «Colaso» Bo |      |

## Participantes

### Top 26
Para conseguir pasar a la siguiente etapa, los 26 parrilleros profesionales preseleccionados se enfrentaron en tres rondas. Solamente 13 de ellos lograron pasar a la siguiente fase de la competencia, donde sólo uno se convertirá en el mejor parrillero del país.
Al final de cada ronda, siendo dos grupos de 8 y uno de 10, 13 participantes fueron seleccionados. Los parrilleros que clasificaron a la siguiente etapa se dieron a conocer al final de cada capítulo, siendo 4 por grupo, en donde uno de ellos fue elegido como el mejor plato.

- Los participantes clasificados están en verde y en negrita el Mejor plato de cada capítulo.

| Grupo 1 | Alan Fretes         | Antoliano Acosta | Diego Picaguá      | Eric Benítez        |                |
| Grupo 1 | Juan Aveiro         | Marcela Sánchez  | Nicolás Casabianca | Víctor Rojas        |                |
| Grupo 2 | Andrés Cañete       | Ángel Mendoza    | Bella Monzón       | Benicio Guerrero    | Diego Brítez   |
| Grupo 2 | Gabriel Franco      | Gabriel Riveros  | Gustavo Barrios    | Juan Manuel Velilla | Matías Saucedo |
| Grupo 3 | Ariel Báez          | Juan Duarte      | Juan Ferreira      | Lizzi Piñanez       |                |
| Grupo 3 | Miguel Ángel Farfán | Nicki Stockl     | Nicolás López      | Sebastián Mendoza   |                |

Notas
1. 1 2  Debido a un empate en el cuarto lugar, ambos participantes clasificaron a la siguiente etapa.

### Top 13
- Las informaciones referentes a edad y residencia de los participantes están de acuerdo con el momento en que ingresaron al programa.

- Las fechas de eliminación son los días en que los episodios fueron originalmente emitidos al aire.

| Participante       | Edad    | Residencia                   | Resultado                                 | Ref.   |
| ------------------ | ------- | ---------------------------- | ----------------------------------------- | ------ |
| Nicki Stockl       | 37 años | Loma Plata, Chaco            | Ganador el 30 de junio de 2024            |        |
| Gustavo Barrios    | 44 años | Los Laureles, Asunción       | 2.º puesto el 30 de junio de 2024         |        |
| Diego Brítez       | 38 años | Fernando de la Mora, Central | 3.er puesto el 30 de junio de 2024        |        |
| Nicolás Casabianca | 34 años | Villa Morra, Asunción        | 9.º eliminado el 23 de junio de 2024      |        |
| Gabriel Riveros    | 49 años | Luque, Central               | 8.º eliminado el 16 de junio de 2024      |        |
| Sebastián Mendoza  | 30 años | Villa Aurelia, Asunción      | 7.º eliminado el 9 de junio de 2024       |        |
| Diego Picaguá      | 34 años | Vista Alegre, Asunción       | 6.º eliminado el 2 de junio de 2024       | [ 6 ]  |
| Gabriel Franco     | 26 años | Trinidad, Asunción           | 5.º eliminado el 26 de mayo de 2024       | [ 7 ]  |
| Ariel Báez         | 30 años | San Lorenzo, Central         | 4.º eliminado el 26 de mayo de 2024       | [ 8 ]  |
| Eric Benítez       | 38 años | Santa Teresa, Asunción       | Abandono voluntario el 19 de mayo de 2024 | [ 9 ]  |
| Alan Fretes        | 37 años | San Ignacio, Misiones        | 3.er eliminado el 12 de mayo de 2024      | [ 10 ] |
| Nicolás López      | 26 años | San Vicente, Asunción        | 2.º eliminado el 5 de mayo de 2024        |        |
| Juan Ferreira      | 25 años | Concepción, Concepción       | 1.er eliminado el 28 de abril de 2024     | [ 11 ] |

## Tabla de eliminación
| 1   | Nicki      | Ingresa | Salvado   | Salvado   | Salvado   | Mejor    | Inmune    | Salvado    | Mejor      | Mejor      | Mejor      | Ganador |  |  |  |  |  |  |  |  |  |  |  |  |  |  |  |  |  |  |  |  |  |  |  |  |  |  |  |  |  |  |  |  |  |  |  |  |  |  |  |  |  |  |  |  |  |  |
| 2   | Gustavo    | Ingresa | Mejor     | Inmune    | Salvado   | Salvado  | 2.º Mejor | Mejor      | Salvado    | 3.er Mejor | 2.º Mejor  | Segundo |  |  |  |  |  |  |  |  |  |  |  |  |  |  |  |  |  |  |  |  |  |  |  |  |  |  |  |  |  |  |  |  |  |  |  |  |  |  |  |  |  |  |  |  |  |  |
| 3   | Diego B.   | Ingresa | Salvado   | Mejor     | Mejor     | Salvado  | Mejor     | 2.º Mejor  | 2.º Mejor  | 2.º Mejor  | 3.er Mejor | Tercero |  |  |  |  |  |  |  |  |  |  |  |  |  |  |  |  |  |  |  |  |  |  |  |  |  |  |  |  |  |  |  |  |  |  |  |  |  |  |  |  |  |  |  |  |  |  |
| 4   | Nicolás C. | Ingresa | Mejor     | Inmune    | Salvado   | Salvado  | 2.º Mejor | 3.er Mejor | Salvado    | Salvado    | Eliminado  |         |  |  |  |  |  |  |  |  |  |  |  |  |  |  |  |  |  |  |  |  |  |  |  |  |  |  |  |  |  |  |  |  |  |  |  |  |  |  |  |  |  |  |  |  |  |  |
| 5   | Gabriel R. | Ingresa | Salvado   | Salvado   | Salvado   | Mejor    | Inmune    | Salvado    | 3.er Mejor | Eliminado  |            |         |  |  |  |  |  |  |  |  |  |  |  |  |  |  |  |  |  |  |  |  |  |  |  |  |  |  |  |  |  |  |  |  |  |  |  |  |  |  |  |  |  |  |  |  |  |  |
| 6   | Sebastián  | Ingresa | Salvado   | Salvado   | Mejor     | Salvado  | Mejor     | Salvado    | Eliminado  |            |            |         |  |  |  |  |  |  |  |  |  |  |  |  |  |  |  |  |  |  |  |  |  |  |  |  |  |  |  |  |  |  |  |  |  |  |  |  |  |  |  |  |  |  |  |  |  |  |
| 7   | Diego P.   | Ingresa | Salvado   | Salvado   | Mejor     | Mejor    | Inmune    | Eliminado  |            |            |            |         |  |  |  |  |  |  |  |  |  |  |  |  |  |  |  |  |  |  |  |  |  |  |  |  |  |  |  |  |  |  |  |  |  |  |  |  |  |  |  |  |  |  |  |  |  |  |
| 8–9 | Gabriel F. | Ingresa | Mejor     | Inmune    | Mejor     | Salvado  | Eliminado |            |            |            |            |         |  |  |  |  |  |  |  |  |  |  |  |  |  |  |  |  |  |  |  |  |  |  |  |  |  |  |  |  |  |  |  |  |  |  |  |  |  |  |  |  |  |  |  |  |  |  |
| 8–9 | Ariel      | Ingresa | Salvado   | Salvado   | Mejor     | Salvado  | Eliminado |            |            |            |            |         |  |  |  |  |  |  |  |  |  |  |  |  |  |  |  |  |  |  |  |  |  |  |  |  |  |  |  |  |  |  |  |  |  |  |  |  |  |  |  |  |  |  |  |  |  |  |
| 10  | Eric       | Ingresa | Salvado   | Salvado   | Salvado   | Abandona |           |            |            |            |            |         |  |  |  |  |  |  |  |  |  |  |  |  |  |  |  |  |  |  |  |  |  |  |  |  |  |  |  |  |  |  |  |  |  |  |  |  |  |  |  |  |  |  |  |  |  |  |
| 11  | Alan       | Ingresa | Salvado   | Salvado   | Eliminado |          |           |            |            |            |            |         |  |  |  |  |  |  |  |  |  |  |  |  |  |  |  |  |  |  |  |  |  |  |  |  |  |  |  |  |  |  |  |  |  |  |  |  |  |  |  |  |  |  |  |  |  |  |
| 12  | Nicolás L. | Ingresa | Salvado   | Eliminado |           |          |           |            |            |            |            |         |  |  |  |  |  |  |  |  |  |  |  |  |  |  |  |  |  |  |  |  |  |  |  |  |  |  |  |  |  |  |  |  |  |  |  |  |  |  |  |  |  |  |  |  |  |  |
| 13  | Juan       | Ingresa | Eliminado |           |           |          |           |            |            |            |            |         |  |  |  |  |  |  |  |  |  |  |  |  |  |  |  |  |  |  |  |  |  |  |  |  |  |  |  |  |  |  |  |  |  |  |  |  |  |  |  |  |  |  |  |  |  |  |

| Capítulo 1–7 El participante obtiene la inmunidad tras ganar el desafío anterior. El participante es elegido como el mejor plato en el desafío inicial. El participante es elegido como el mejor plato en el desafío de eliminación. El participante obtiene un buen desempeño en el desafío inicial y es salvado. El participante obtiene un buen desempeño en el desafío de eliminación y es salvado. El participante obtiene el segundo peor desempeño en el desafío de eliminación y es salvado en último lugar. El participante obtiene el peor desempeño en el desafío de eliminación y es eliminado de la competencia. El participante ingresa a la competencia. El participante abandona a la competencia. | Capítulo 8–12 El participante obtiene la inmunidad tras ganar el desafío anterior. El participante realizó el mejor plato durante el capítulo y obtuvo el pin de oro. El participante realizó el segundo mejor plato durante el capítulo y obtuvo el pin de plata. El participante realizó el tercer mejor plato durante el capítulo y obtuvo el pin de bronce. El participante obtiene un buen desempeño y es salvado. El participante obtiene el segundo peor desempeño y es salvado en último lugar. El participante obtiene el peor desempeño y es eliminado de la competencia. |

### Ranking de pines
| Participante | Pin de oro | Pin de plata | Pin de bronce | Total | Ref           |
| ------------ | ---------- | ------------ | ------------- | ----- | ------------- |
| Diego B.     | 1          | 3            | 1             | 5     | [ 12 ] [ 13 ] |
| Gustavo      | 1          | 2            | 1             | 4     | [ 14 ] [ 13 ] |
| Nicki        | 3          | —            | —             | 3     |               |
| Nicolás C.   | —          | 1            | 1             | 2     | [ 12 ] [ 13 ] |
| Gabriel R.   | —          | —            | 1             | 1     |               |
| Sebastián    | 1          | —            | —             | 1     | [ 14 ]        |

## Seguimiento
| Episodio | Tipo de prueba                    | Plato o Desafío | Tiempo      |
| -------- | --------------------------------- | --- | ----------- |
| 1        | Ronda clasificatoria              | Deberán preparar como entrada un churrasquito y como plato de fondo o principal una costilla ancha con una guarnición a elección. | 180 minutos |
| 2        | Ronda clasificatoria              | Deberán preparar como entrada una entraña fina y como plato de fondo o principal una costilla de cerdo. | 150 minutos |
| 3        | Ronda clasificatoria              | | minutos     |
| 4        | Prueba en duplas                  | Deberán preparar como entrada, anchuras. | 180 minutos |
| 4        | Prueba de eliminación             | Deberán preparar como plato de fondo o principal una tapa cuadril de cerdo. | 60 minutos  |
| 5        | Prueba de eliminación             | Deberán preparar como entrada una costilla banderita y como plato de fondo o principal una pierna de cordero con una guarnición que deberá ser una polenta. | 180 minutos |
| 6        | Prueba en equipos                 | [ 15 ] | 120 minutos |
| 6        | Prueba de eliminación             | | 60 minutos  |
| 7        | Prueba en equipos                 | Divididos en 3 equipos: Gabriel F. con Nicolás C y Diego B. (Equipo 1), Sebastián con Gustavo y Ariel B. (Equipo 2) y Diego P. con Nicki y Gabriel R. (Equipo 3), los parrilleros tendrán que preparar las tradicionales “Parrillitas paraguayas” con tapa cuadril, colita cuadril y corazón de vacío”, además de churrasquitos de cerdo, lomito de cerdo y variedad de chorizos que deberán estar acompañados con sopa paraguaya y mbejú para 150 comensales. | 150 minutos |
| 8        | Prueba de eliminación (en duelos) | Los parrilleros de los equipos perdedores del capítulo anterior deberán batirse a duelo con sus compañeros y contarán con dos parrillas puestas en sus mesas de trabajo; como plato de entrada deberán hacer “Costillitas Grill” de cerdo que deben ir con guarnición a elección y como plato de fondo les toca resaltar su disco de arado con el “Osobuco”.                                                                                                   | 180 minutos |
| 9        | Prueba de eliminación             | Cada parrillero tendrá un pescado entero y deberán presentarlo de tres maneras diferentes: con la cabeza realizarán un caldo de pescado como plato de entrada; como plato de fondo una mitad de la res debe ir a la parrilla y la otra a elección. | 120 minutos |
| 10       | Prueba de eliminación             | | minutos     |
| 11       | Prueba de eliminación             | | minutos     |
| 12       | Semifinal                         | | minutos     |
| 13       | Final                             | | minutos     |

## Capítulos
| Capítulo | Fecha de emisión    | Instancia                                                     |
| -------- | ------------------- | ------------------------------------------------------------- |
| 1        | 7 de abril de 2024  | Ronda clasificatoria Grupo 1                                  |
| 2        | 14 de abril de 2024 | Ronda clasificatoria Grupo 2                                  |
| 3        | 21 de abril de 2024 | Ronda clasificatoria Grupo 3                                  |
| 4        | 28 de abril de 2024 | Eliminación de Juan                                           |
| 5        | 5 de mayo de 2024   | Eliminación de Nicolás L.                                     |
| 6        | 12 de mayo de 2024  | Eliminación de Alan                                           |
| 7        | 19 de mayo de 2024  | Abandona Eric y sin eliminación                               |
| 8        | 26 de mayo de 2024  | Eliminación de Ariel y Gabriel F.                             |
| 9        | 2 de junio de 2024  | Eliminación de Diego P.                                       |
| 10       | 9 de junio de 2024  | Eliminación de Sebastián                                      |
| 11       | 16 de junio de 2024 | Eliminación de Gabriel R.                                     |
| 12       | 23 de junio de 2024 | Semifinal / Eliminación de Nicolás C.                         |
| 13       | 30 de junio de 2024 | Final / Ganador: Nicki Stockl / 2.º: Gustavo / 3.er: Diego B. |